# Veronika Chmelířová
Veronika Chmelířová, dříve Procházková (* 6. prosince 1986, Znojmo), je česká modelka, II. vicemiss ČR 2007 a Miss Elegance ČR 2007.

## Život
Pochází ze Znojma, kde také studovala na osmiletém gymnáziu, maturovala v roce 2006. Od roku 2009 studovala na Pedagogické fakultě Jihočeské univerzity v Českých Budějovicích kombinaci oborů Český jazyk a Občanská výchova (Učitelství pro 2. stupeň ZŠ). V průběhu studia přešla však na bakalářský obor Sociální a mediální komunikace na Univerzitě Jana Amose Komenského v Praze. Poté pokračovala ve studiu na téže univerzitě v navazujícím magisterském obor Sociální a mediální komunikace, který absolvovala v roce 2013.
V roce 2007 se zúčastnila soutěže krásy Miss České republiky a získala titul II. vicemiss a Miss elegance.
V roce 2009 měla reprezentovat Českou republiku na mezinárodní soutěži krásy Miss Europe. Finále se mělo konat 17. října 2009 v libanonském Bejrútu. Šaty měla ušité na míru od návrháře Josefa Klíra. Soutěž se však kvůli finančním problémům nekonala.
Se svým bývalým manželem hokejistou Milanem Procházkou se seznámila v létě roku 2007. Na Štědrý večer, 24. prosince 2010 ji požádal o ruku a dne 9. července 2011 měli církevní sňatek v kostele sv. Mikuláše ve Znojmě, jelikož jsou oba pokřtěni. Rozešli se v roce 2017.
Jako modelka pracuje převážně v zahraničí, a to v Německu, Rakousku, Londýně, Miláně a jiné.[zdroj?]